# Oscar Passos
Oscar Passos (Porto Alegre, 31 de janeiro de 1902 — Rio de Janeiro, 6 de dezembro de 1994) foi um militar e político brasileiro radicado no estado do Acre, onde exerceu três mandatos de deputado federal e um de senador.
Figura na história política do país por ter sido o primeiro presidente nacional do Movimento Democrático Brasileiro, partido de oposição ao regime militar de 1964.

## Biografia
Filho do comerciante português Fortunato José Fernandes Passos e Ricardina Almeida Passos, estudou o primário e o ginasial no Ginásio Anchieta na capital gaúcha e depois partiu para o Rio de Janeiro onde ingressou na Escola Militar do Realengo e lecionou na Escola de Aperfeiçoamento do Estado-Maior. Na patente de capitão foi escolhido governador do então Território Federal do Acre pelo presidente Getúlio Vargas com mandato de 30 de agosto de 1941 a 22 de agosto de 1942. Presidente do Banco Nacional da Borracha entre 1942/1943, optou por permanecer no Acre e lá iniciou sua carreira política ao ser eleito deputado federal pelo PTB em 1950, 1954 e 1958 e senador em 1962. Após a instauração do regime militar de 1964, foi um dos artífices da criação do MDB e se tornou o primeiro presidente do partido. Derrotado ao tentar a reeleição em 1970 transferiu a presidência do partido ao deputado Ulysses Guimarães e encerrou sua vida pública.